# 許彭壽
許彭壽（1821年—1866年），原名壽身，字彭壽，以字行，號仁山，又號師竹，浙江杭州府錢塘縣人，清朝政治人物。父許乃普為嘉慶二十五年（1820年）庚辰科榜眼。
許彭壽是道光二十七年（1847年）丁未科會元，二甲第一名進士（傳臚）。選翰林院庶吉士，散館授編修，官至內閣學士。同治五年（1866年）卒於官。

## 履歷
許彭壽為官履歷如下：
- 翰林院庶吉士（道光二十七年-道光三十年）
- 翰林院編修（道光三十年-咸豐二年）
- 會試同考官（咸豐二年）
- 貴州鄉試副考官（咸豐二年-咸豐三年）
- 國史館纂修官（咸豐三年）
- 武英殿纂修官（咸豐三年-咸豐四年）
- 南書房行走（咸豐四年）
- 武英殿提調官（咸豐四年-咸豐五年）
- 順天鄉試同考官（咸豐五年-咸豐八年）
- 日講起居注官（咸豐五年）
- 翰林院侍讀（咸豐七年）
- 翰林院侍講（咸豐八年）
- 湖北鄉試正考官（咸豐八年）
- 詹事府少詹事（咸豐八年-同治元年）
- 太常寺卿（同治元年）
- 內閣學士（同治元年-同治五年）
- 江西鄉試正考官（同治三年）
- 禮部左侍郎（同治三年-同治五年）